# Ampelocissus martini
Ampelocissus martini là một loài thực vật hai lá mầm trong họ Nho. Loài này được Planch. miêu tả khoa học đầu tiên năm 1884.